# Bakerella gonoclada
Bakerella gonoclada là một loài thực vật có hoa trong họ Loranthaceae. Loài này được (Baker) Balle mô tả khoa học đầu tiên năm 1964.